# Simning vid världsmästerskapen i simsport 2025 – Herrarnas 200 meter frisim
Herrarnas 200 meter frisim vid världsmästerskapen i simsport 2025 avgjordes mellan den 28 och 29 juli 2025 i World Aquatics Championships Arena i Singapore Sports Hub i Kallang i Singapore.

## Rekord
Inför tävlingens start fanns följande världs- och mästerskapsrekord:
|                   | Namn            | Nation   | Tid     | Ort          | Datum        |
| ----------------- | --------------- | -------- | ------- | ------------ | ------------ |
| Världsrekord      | Paul Biedermann | Tyskland | 1.42,00 | Rom, Italien | 28 juli 2009 |
| Mästerskapsrekord | Paul Biedermann | Tyskland | 1.42,00 | Rom, Italien | 28 juli 2009 |

## Resultat

### Försöksheat
Försöksheaten startade den 28 juli klockan 11:04.
| Placering | Heat | Bana | Namn                     | Nationalitet             | Tid     | Noteringar |
| --------- | ---- | ---- | ------------------------ | ------------------------ | ------- | ---------- |
| 1         | 6    | 3    | David Popovici           | Rumänien                 | 1.45,43 | 0Q0        |
| 2         | 6    | 4    | Luke Hobson              | USA                      | 1.45,61 | 0Q0        |
| 3         | 5    | 4    | Matthew Richards         | Storbritannien           | 1.45,66 | 0Q0        |
| 4         | 4    | 4    | Gabriel Jett             | USA                      | 1.45,91 | 0Q0        |
| 5         | 6    | 5    | Tatsuya Murasa           | Japan                    | 1.45,92 | 0Q0        |
| 6         | 5    | 6    | Flynn Southam            | Australien               | 1.46,00 | 0Q0        |
| 7         | 6    | 7    | Lucas Henveaux           | Belgien                  | 1.46,03 | 0Q0, 0NR0  |
| 8         | 6    | 5    | Hwang Sun-woo            | Sydkorea                 | 1.46,12 | 0Q0        |
| 9         | 5    | 7    | Zhang Zhanshuo           | Kina                     | 1.46,17 | 0Q0        |
| 10        | 4    | 5    | James Guy                | Storbritannien           | 1.46,19 | 0Q0        |
| 11        | 6    | 8    | Dimitrios Markos         | Grekland                 | 1.46,28 | 0Q0, 0NR0  |
| 12        | 4    | 2    | Kamil Sieradzki          | Polen                    | 1.46,31 | 0Q0        |
| 13        | 4    | 6    | Filippo Megli            | Italien                  | 1.46,39 | 0Q0        |
| 14        | 4    | 8    | Sander Sørensen          | Norge                    | 1.46,63 | 0Q0        |
| 15        | 6    | 0    | Evan Bailey              | Irland                   | 1.46,66 | 0Q0, 0=NR0 |
| 16        | 5    | 2    | Carlos D'Ambrosio        | Italien                  | 1.46,67 | 0Q0        |
| 17        | 5    | 5    | Edward Sommerville       | Australien               | 1.46,72 |            |
| 18        | 6    | 2    | Robin Hanson             | Sverige                  | 1.46,96 |            |
| 19        | 3    | 5    | Oliver Søgaard-Andersen  | Danmark                  | 1.47,25 |            |
| 20        | 4    | 1    | Tomas Koski              | Finland                  | 1.47,34 |            |
| 21        | 5    | 1    | Lee Ho-joon              | Sydkorea                 | 1.47,36 |            |
| 22        | 5    | 3    | Pan Zhanle               | Kina                     | 1.47,46 |            |
| 23        | 5    | 0    | Alexey Glivinskiy        | Israel                   | 1.47,54 |            |
| 24        | 4    | 3    | Danas Rapšys             | Litauen                  | 1.47,58 |            |
| 25        | 2    | 4    | Ralph Daleiden Ciuferri  | Luxemburg                | 1.47,74 | 0NR0       |
| 26        | 3    | 7    | Petar Mitsin             | Bulgarien                | 1.47,88 |            |
| 27        | 4    | 7    | Antonio Djakovic         | Schweiz                  | 1.47,96 |            |
| 28        | 6    | 9    | Velimir Stjepanović      | Serbien                  | 1.48,04 |            |
| 29        | 4    | 0    | Guilherme Costa          | Brasilien                | 1.48,06 |            |
| 30        | 3    | 0    | Balázs Holló             | Ungern                   | 1.48,09 |            |
| 31        | 3    | 6    | Khiew Hoe Yean           | Malaysia                 | 1.48,10 |            |
| 32        | 5    | 9    | Matthew Sates            | Sydafrika                | 1.48,45 |            |
| 33        | 3    | 4    | Miguel Pérez-Godoy       | Spanien                  | 1.48,46 |            |
| 34        | 3    | 8    | Kenan Dračić             | Bosnien och Hercegovina  | 1.48,59 |            |
| 35        | 5    | 8    | Niko Janković            | Kroatien                 | 1.48,74 |            |
| 36        | 3    | 1    | Juan Morales             | Colombia                 | 1.48,95 |            |
| 37        | 6    | 1    | Antoine Sauve            | Kanada                   | 1.49,19 |            |
| 38        | 3    | 3    | Sašo Boškan              | Slovenien                | 1.49,47 |            |
| 39        | 3    | 9    | František Jablcnik       | Slovakien                | 1.50,21 |            |
| 40        | 3    | 2    | Jonathan Tan             | Singapore                | 1.50,56 |            |
| 41        | 2    | 2    | Enkhtamir Batbayar       | Mongoliet                | 1.50,83 |            |
| 42        | 2    | 5    | Adrian Eichler           | Filippinerna             | 1.51,39 |            |
| 43        | 2    | 6    | Sajan Prakash            | Indien                   | 1.51,57 |            |
| 44        | 4    | 9    | Nikoli Blackman          | Trinidad och Tobago      | 1.51,63 |            |
| 45        | 2    | 3    | Pongpanod Trithan        | Thailand                 | 1.51,66 |            |
| 46        | 2    | 7    | Omar Abbass              | Syrien                   | 1.53,11 |            |
| 47        | 2    | 0    | Sauod Al-Shamroukh       | Kuwait                   | 1.54,61 |            |
| 48        | 2    | 8    | Sebastian Serafeim       | Honduras                 | 1.55,85 |            |
| 49        | 2    | 1    | Alberto Vega             | Costa Rica               | 1.55,87 |            |
| 50        | 1    | 7    | Lucas de los Santos      | Uruguay                  | 1.56,34 |            |
| 51        | 1    | 3    | Andrey Villarreal Bernal | Panama                   | 1.57,94 |            |
| 52        | 2    | 9    | Kaeden Gleason           | Amerikanska Jungfruöarna | 1.58,83 |            |
| 53        | 1    | 5    | Mohammed Jibali          | Libyen                   | 1.58,97 |            |
| 54        | 1    | 8    | Binura Thalagala         | Sri Lanka                | 1.58,98 |            |
| 55        | 1    | 4    | Phone Pyae Han           | Myanmar                  | 2.00,90 |            |
| 56        | 1    | 9    | Ali Al-Hasni             | Oman                     | 2.01,31 |            |
| 57        | 1    | 1    | Ervin Shrestha           | Nepal                    | 2.02,83 |            |
| 58        | 1    | 6    | Haziq Samil              | Brunei                   | 2.04,05 |            |
| 59        | 1    | 0    | Ocean Campus             | Guam                     | 2.05,98 |            |
| 60        | 1    | 2    | Rohan Shearer            | Kap Verde                | 0DNS0   | 0DNS0      |

### Semifinaler
Semifinalerna startade den 28 juli klockan 20:08.
| Placering | Heat | Bana | Namn              | Nationalitet   | Tid     | Noteringar |
| --------- | ---- | ---- | ----------------- | -------------- | ------- | ---------- |
| 1         | 1    | 4    | Luke Hobson       | USA            | 1.44,80 | 0Q0        |
| 2         | 1    | 6    | Hwang Sun-woo     | Sydkorea       | 1.44,84 | 0Q0        |
| 3         | 1    | 7    | Kamil Sieradzki   | Polen          | 1.45,00 | 0Q0, 0NR0  |
| 4         | 2    | 4    | David Popovici    | Rumänien       | 1.45,02 | 0Q0        |
| 5         | 1    | 8    | Carlos D'Ambrosio | Italien        | 1.45,23 | 0Q0, 0NR0  |
| 6         | 2    | 3    | Tatsuya Murasa    | Japan          | 1.45,39 | 0Q0        |
| 7         | 1    | 2    | James Guy         | Storbritannien | 1.45,50 | 0Q0        |
| 8         | 1    | 5    | Gabriel Jett      | USA            | 1.45,60 | 0Q0        |
| 9         | 1    | 1    | Sander Sørensen   | Norge          | 1.45,78 | 0NR0       |
| 10        | 1    | 3    | Flynn Southam     | Australien     | 1.45,80 |            |
| 11        | 2    | 2    | Zhang Zhanshuo    | Kina           | 1.45,84 |            |
| 12        | 2    | 5    | Matthew Richards  | Storbritannien | 1.45,85 |            |
| 13        | 2    | 6    | Lucas Henveaux    | Belgien        | 1.46,23 |            |
| 14        | 2    | 1    | Filippo Megli     | Italien        | 1.46,49 |            |
| 15        | 2    | 7    | Dimitrios Markos  | Grekland       | 1.47,01 |            |
| 16        | 2    | 8    | Evan Bailey       | Irland         | 1.48,75 |            |

### Final
Finalen startade den 29 juli klockan 19:02.
| Placering | Bana | Namn              | Nationalitet   | Tid     | Noteringar |
| --------- | ---- | ----------------- | -------------- | ------- | ---------- |
| 1         | 6    | David Popovici    | Rumänien       | 1.43,53 |            |
| 2         | 4    | Luke Hobson       | USA            | 1.43,84 |            |
| 3         | 7    | Tatsuya Murasa    | Japan          | 1.44,54 | 0NR0       |
| 4         | 5    | Hwang Sun-woo     | Sydkorea       | 1.44,72 |            |
| 5         | 3    | Kamil Sieradzki   | Polen          | 1.45,22 |            |
| 6         | 2    | Carlos D'Ambrosio | Italien        | 1.45,27 |            |
| 7         | 1    | James Guy         | Storbritannien | 1.45,28 |            |
| 8         | 8    | Gabriel Jett      | USA            | 1.45,92 |            |